# Applied Radiation and Isotopes
Applied Radiation and Isotopes (abrégé en Appl. Radiat. Isot.) est une revue scientifique à comité de lecture. Ce journal mensuel présente des articles originaux concernant la chimie nucléaire.
D'après le Journal Citation Reports, le facteur d'impact de ce journal était de 1,231 en 2014. Actuellement, la direction éditoriale est assurée par R. P. Hugtenburg (Université de Swansea, Allemagne) et B. E. Zimmerman (National Institute of Standards and Technology, États-Unis).

## Histoire
Le journal change plusieurs fois de nom au cours de son histoire :
- The International Journal of Applied Radiation and Isotopes, 1956-1985  (ISSN 0020-708X)[3]
- International Journal of Radiation Applications and Instrumentation. Part A. Applied Radiation and Isotopes, 1986-1992  (ISSN 0883-2889)[4]
- Applied Radiation and Isotopes, 1993-en cours  (ISSN 0969-8043)